# Luchtfotografie

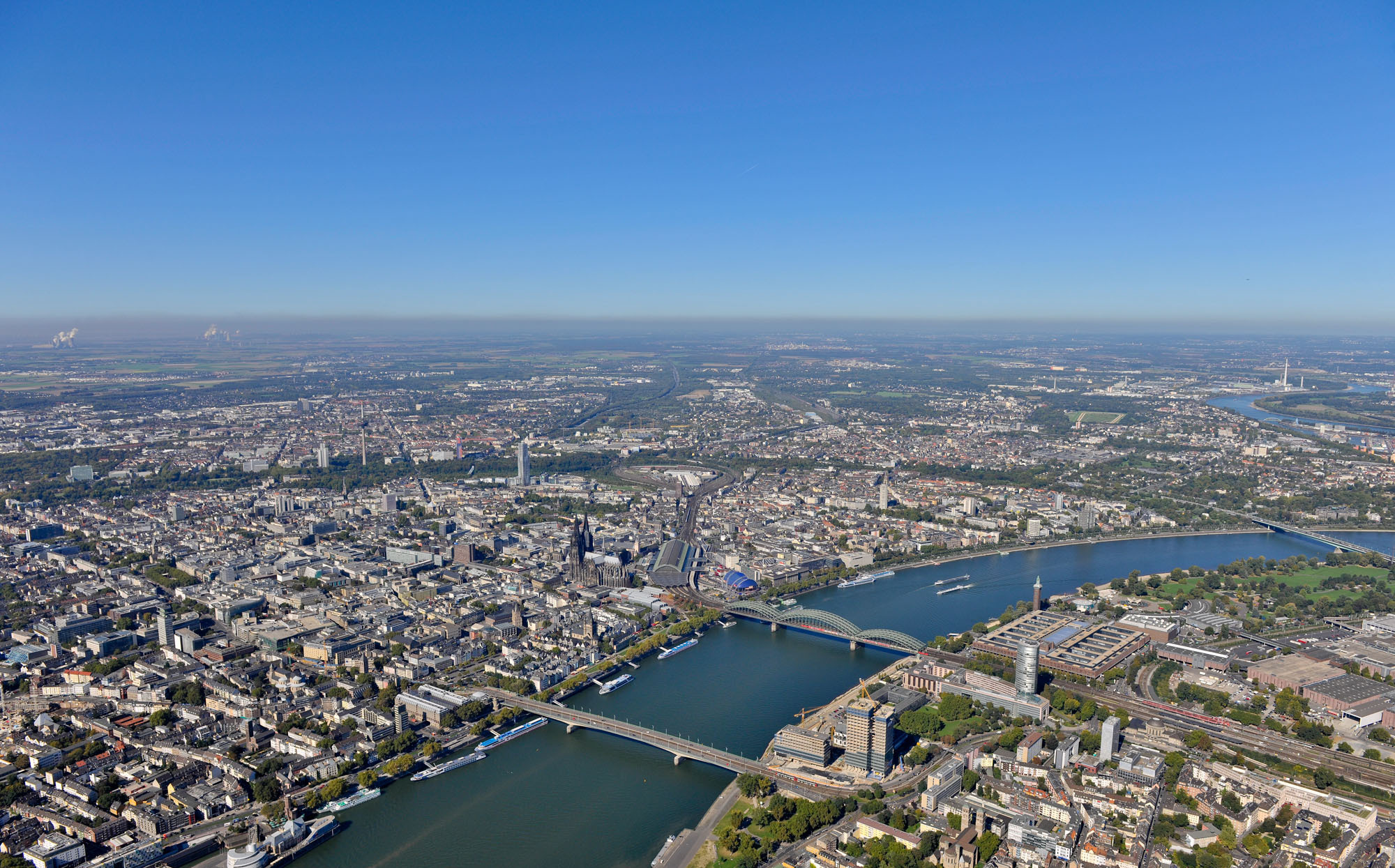
Keulen, gefotografeerd vanuit een autogiro.

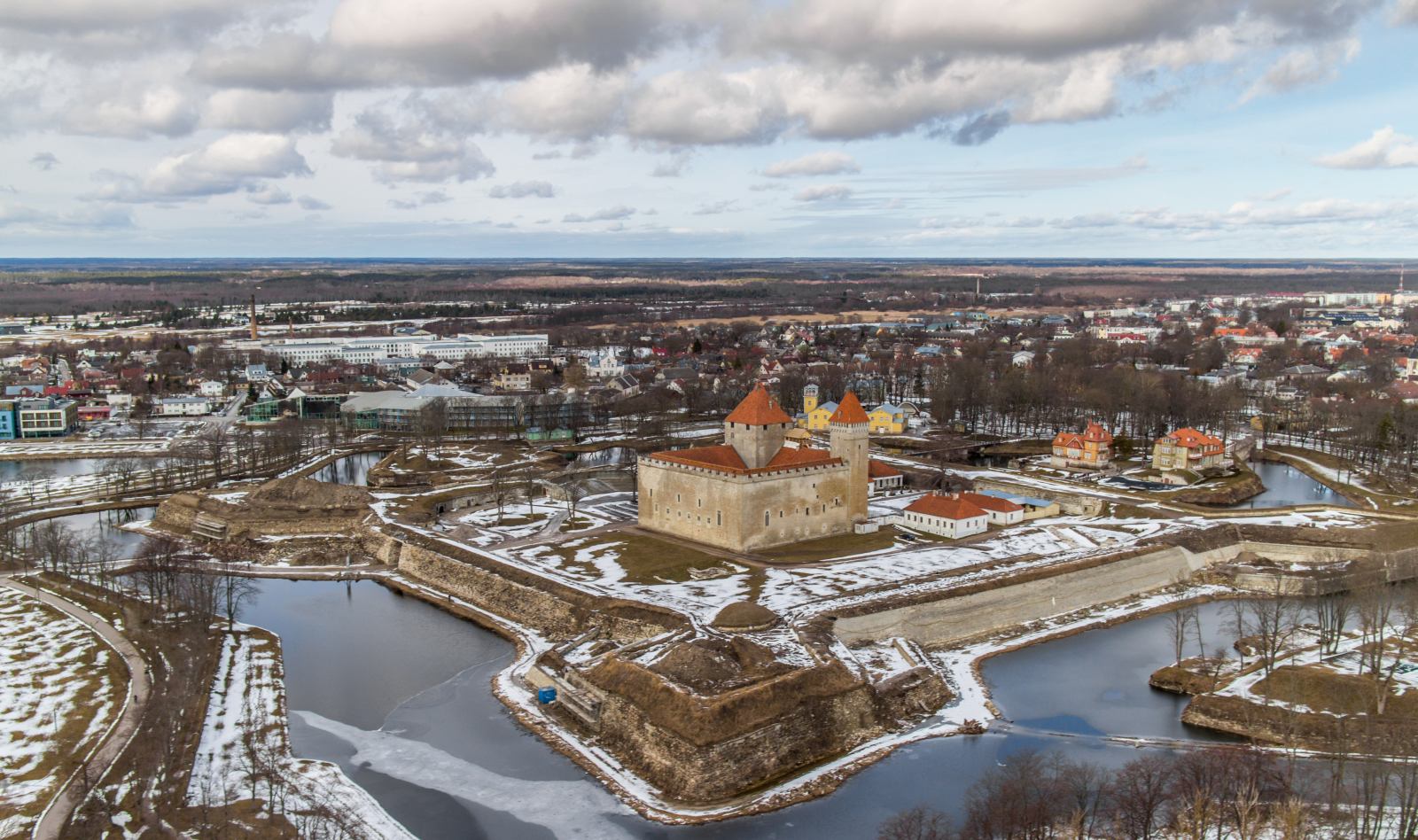
Kuressaare, bisschoppelijk kasteel.

Luchtfotografie is het maken van foto's vanuit de lucht.
Hiervoor kan een luchtvaartuig zoals een vliegtuig gebruikt worden.  Ook worden wel raketten of vliegers gebruikt waar de afstandsbedienbare camera dan aan of onder bevestigd wordt. Ook een parachutist kan luchtfoto's maken tijdens zijn val. Tegenwoordig is het gebruik van drones populair. Een simpele en doeltreffende manier is luchtfotografie vanaf een heel hoog statief. Dit wordt ook wel hoogtefotografie genoemd.
De eerste luchtfoto's werden in 1858 gemaakt door Félix Nadar, een Franse fotograaf. Hij gebruikte een luchtballon.

Om luchtfoto's te maken was in Nederland tot 2013 een vergunning nodig, omdat er militaire objecten in beeld zouden kunnen komen. Door de opkomst van de satellietfoto is dit verbod achterhaald. Het verbod werd trouwens door sportvliegers veelvuldig overtreden en dat werd oogluikend toegelaten. Vliegers mogen niet hoger vliegen dan honderd meter en niet in militaire laagvlieggebieden of binnen een straal van vijf kilometer van een luchtvaartterrein. 

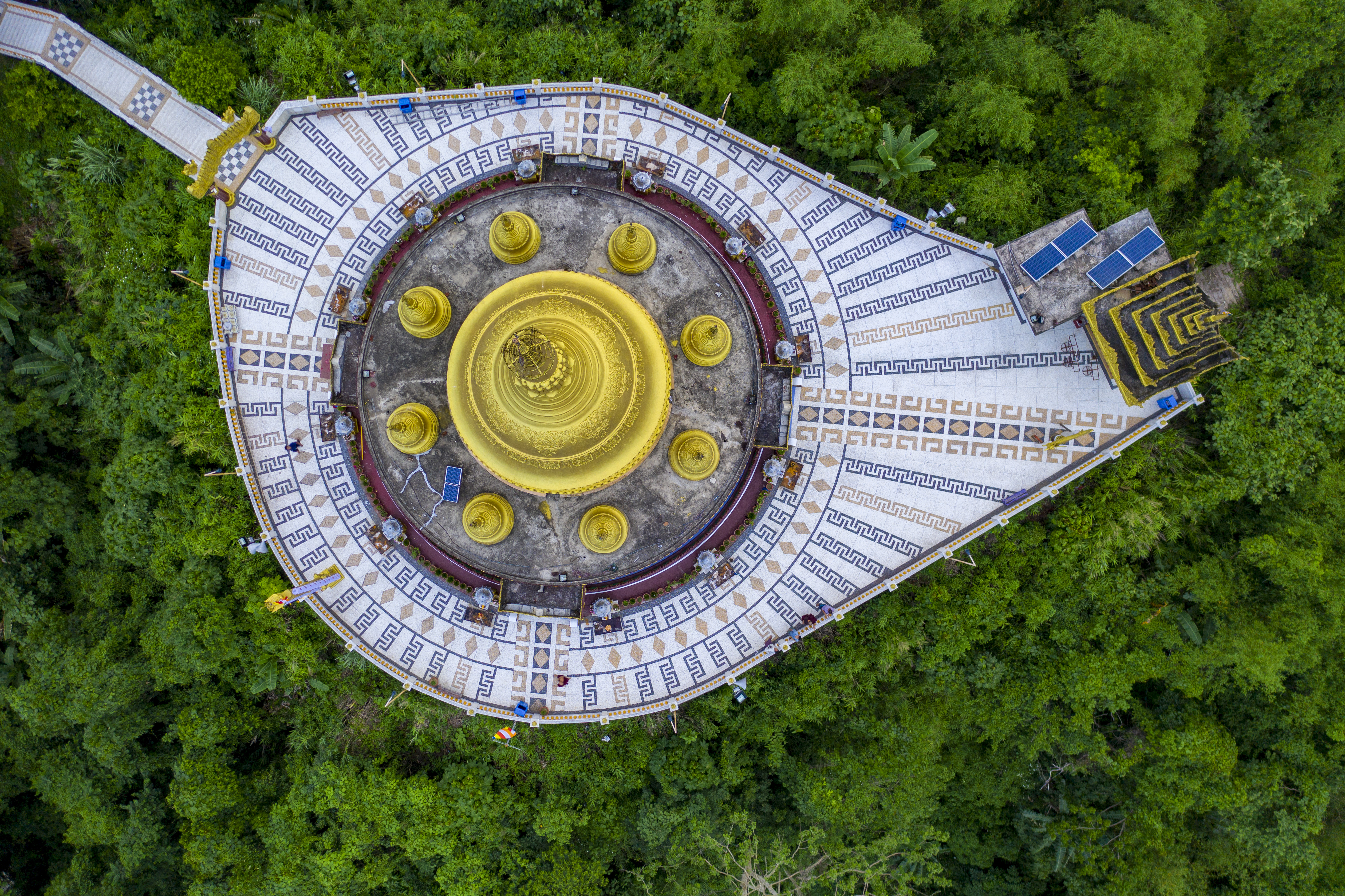
Loodrecht genomen luchtfoto van een boeddhistische tempel in Bandarban.

## Gebruiksdoelen
Luchtbeelden kunnen gebruikt worden om kaarten (cartografie) en bioscoopfilms te maken. De informatie kan ook ingezet worden voor spionage of verkeersgeleiding. Dit gebeurt met zogenoemde restitutietoestellen, vaker analytische uitwerkapparaten genoemd. De luchtfoto's dienen dan niet oblique (schuin) maar recht van boven genomen te zijn; ze kunnen dan via hun stereo-eigenschappen verwerkt worden. Zie ook: Fotogrammetrie.
Luchtfoto's kunnen ook worden gebruikt om bepaalde objecten of projecten te fotograferen. Er is dan sprake van oblique-luchtfotografie. Deze vorm van luchtfotografie wordt doorgaans gebruikt voor presentatiedoeleinden of ter aanvulling in bijvoorbeeld technische rapportages. Oblique luchtfoto's worden onder een bepaalde hoek gemaakt. De hoek wordt daarbij onder andere bepaald door de grootte van het te fotograferen object of project én de vlieghoogte. Hoe steiler de hoek, des te meer perspectiefvertekening op zal gaan treden. Dit wordt veroorzaakt door het feit dat de sensor van de fotocamera onder een zekere hoek staat, ten opzichte van het te fotograferen object. Bij oblique-luchtfotografie is perspectiefcorrectie doorgaans lastig te corrigeren.
Met de huidige techniek is het mogelijk om naast luchtfoto's ook satellietfoto's te gebruiken voor zeer nauwkeurige registratie van het aardoppervlak. De opnamehoogte en de atmosferische omstandigheden zijn echter van grote invloed op de beeldkwaliteit. Aan panorama- en karteringsfoto's worden eisen gesteld waardoor een satellietopname niet altijd geschikt is. De toepassing van luchtfoto's gemaakt door gespecialiseerde bedrijven in deze branche vindt daarom nog steeds op grote schaal plaats.

## Camera

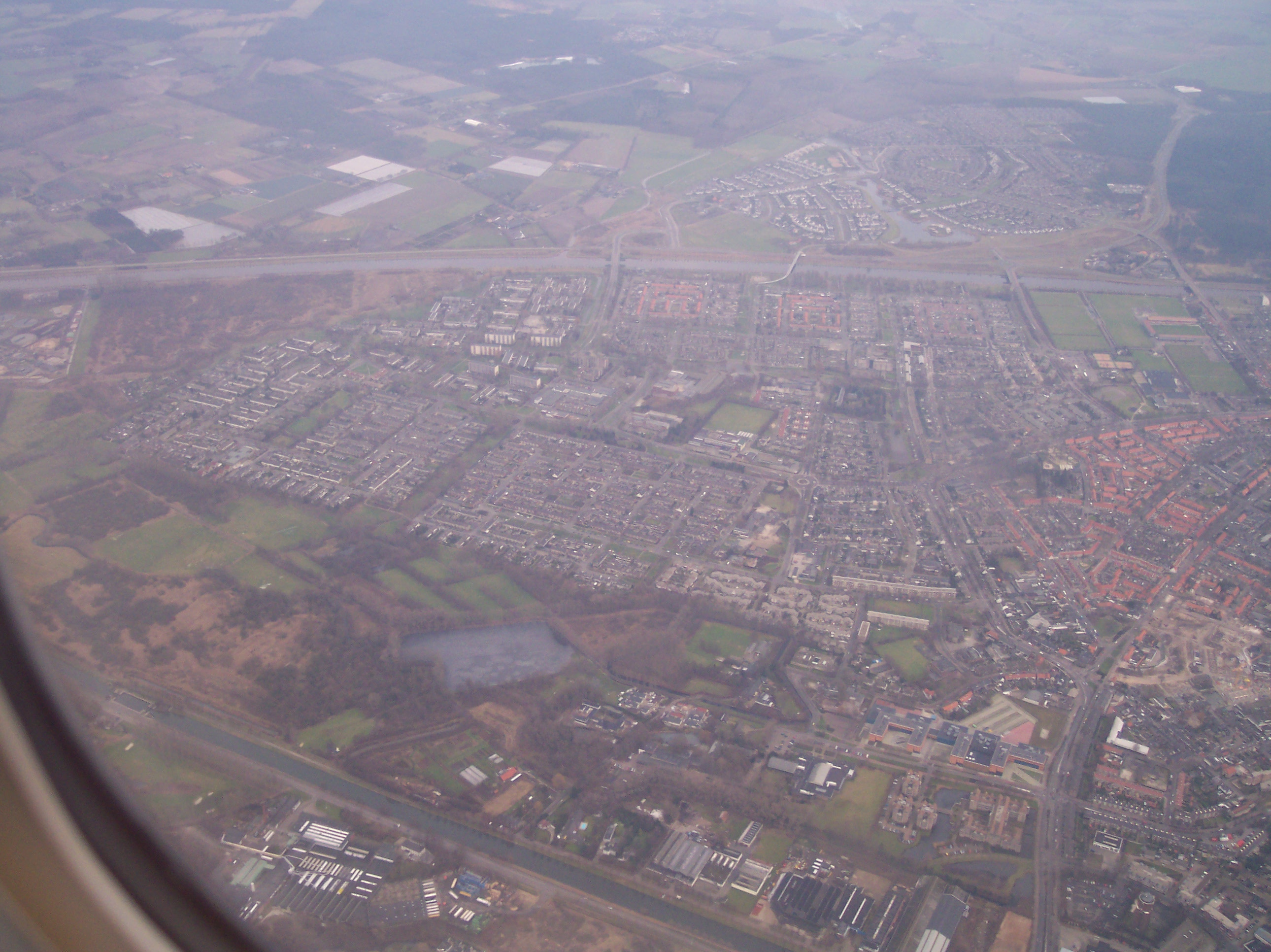
Vlucht boven Helmond met B-737 van Maastricht naar Eindhoven.

Bij luchtfotografie wordt veelal gebruikgemaakt van speciale meetcamera's. Om veel detail te kunnen vastleggen is het negatiefformaat groter dan normaal. Een formaat van 18×18 cm is heel gebruikelijk.
Bij dit formaat moeten speciale voorzieningen worden getroffen om de film vlak te houden.
Bij dit formaat hoort ook een objectief met een grotere (vaste) brandpuntsafstand dan men gewend is 8,8–21 cm. Deze lens moet een hoge resolutie hebben, vrij zijn van vertekening en het beeld tot in de hoekpunten gelijkmatig belichten. Bovendien is de camera voorzien van een inrichting die informatie over plaats, hoogte, richting, camerapositie, datum en tijd op de film vastlegt.

## Film en filter
Afhankelijk van het specifieke doel wordt er gebruikgemaakt van een daarop aangepaste combinatie van film en filter. De film kan een bepaalde gevoeligheid hebben binnen een bepaald kleurspectrum of bijzondere contrasteigenschappen hebben. De filters kunnen zorgen voor het uitfilteren van bepaalde atmosferische invloeden ("mist") of het compenseren van bepaalde overheersende kleuren. Bij de toepassing van bijvoorbeeld infraroodfilm wordt het zichtbare licht of deel daar van tegengehouden.

## Opnameomstandigheden
Foto's kunnen verticaal omlaag worden gemaakt of schuin (oblique). Het moment van fotograferen is afhankelijk van de toepassing. Een heldere zonnige dag zorgt niet per definitie voor ideale omstandigheden. Vaak zorgt de instabiele atmosfeer na het voorbijtrekken van een koufront voor ideale omstandigheden voor het maken van panoramafoto's. Wanneer de zichtomstandigheden ideaal zijn spreekt men in de vliegerwereld van "kastelenweer".
Een goede tip voor de gelegenheidsfotograaf is de opname te maken met de zon in de rug en met het gebruik van een polarisatiefilter.
Soms is het van belang dat men een lage zonnestand heeft met een lange schaduw om bijzondere details waar te nemen. Bij de gangbare kartering zou men het liefst helemaal geen schaduw hebben. In de bosbouw en bij vegetatiekarteringen kan het van belang zijn dat men het blad aan de bomen kan ziet om de boomtaxa te kunnen onderscheiden en om de omvang te kunnen bepalen. Karteerders willen liever geen blad aan de boom omdat de ondergrond dan voor een deel wordt afgeschermd.

## Nabewerking

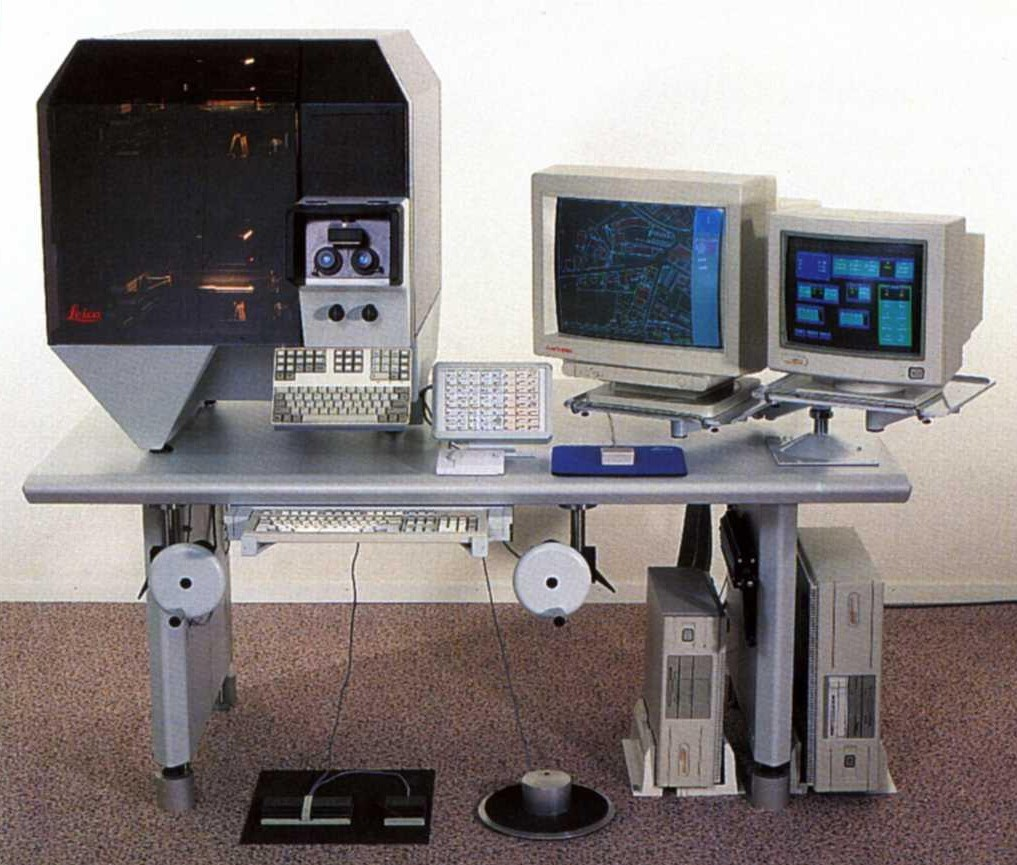
Voorbeeld van apparatuur waarmee stereografisch de luchtfoto's worden uitgewerkt tot kaarten; de 'Leica SD2000'.

De verticale foto's worden vaak nog gecorrigeerd ('ontschrankt') voor kleine afwijkingen in opnamehoek.
Het fotovliegtuig kan over het gebied vliegen en een hele serie elkaar overlappende opnamen maken. Met de zo verkregen stereofoto's kunnen hoogteverschillen in het terrein en de hoogte van objecten worden berekend. Met deze beelden en eventueel een digitaal hoogtemodel kan men voor hoogteverschillen gecorrigeerde luchtfoto's maken: orthofoto's. Het meten aan luchtfoto's wordt fotogrammetrie genoemd. De uitwerking van de foto's geschiedt door een optisch, mechanisch of digitaal uitwerkingsinstrument.
Een apparaat waarmee dergelijke luchtfoto's tot kaarten worden verwerkt is op de foto te zien. Voor andere (oudere en nieuwere) voorbeelden zie restitutietoestel.

## Nieuwe ontwikkelingen
In de beschrijving is voorbijgegaan aan de vele digitale technieken die in opmars zijn. Het objectief wordt vervangen door een beeldopnamechip, de filmemulsie als informatiedrager wordt vervangen door digitale magnetische en optische informatiedragers. In plaats van het maken van opnames worden lijnscanners gebruikt. Behalve dat men passief beelden vastlegt worden ook de reflecties van signalen geregistreerd (laser, radar). Bij de interpretatie wordt de plaats van de mens ingenomen door intelligente beeldpatroonherkenners.